# Hieracium exaltans
Hieracium exaltans es una especie de planta con flor del género Hieracium, de la familia Asteraceae, orden Asterales.

## Distribución
Hieracium exaltans se distribuye por Noruega y Suecia.

## Taxonomía
Fue descrita científicamente por Dahlst.
Tratamiento taxonómico
La especie aparece registrada y publicada en C.A.M.Lindman, Sv. Fanerogamfl.